# Gauliga Hessen 1938/39
De Gauliga Hessen 1938/39 was het zesde voetbalkampioenschap van de Gauliga Hessen. CSC 03 Kassel werd kampioen en plaatste zich voor de eindronde om de Duitse landstitel, waar de club in de groepsfase uitgeschakeld werd.
SG Hessen Hersfeld fuseerde met Reichsbahn SV Hersfeld tot Reichsbahn SG Hessen Hersfeld.

## Eindstand
| Plaats | Club                            | Wed. | W  | G | V  | Saldo | Ptn.  |
| ------ | ------------------------------- | ---- | -- | - | -- | ----- | ----- |
| 1.     | CSC 03 Kassel                   | 18   | 11 | 4 | 3  | 61:27 | 26:10 |
| 2.     | 1. Hanauer FC 93                | 18   | 10 | 5 | 3  | 48:18 | 25:11 |
| 3.     | Reichsbahn SG Hessen Hersfeld   | 18   | 10 | 3 | 5  | 46:33 | 23:13 |
| 4.     | SV 06 Kassel-Rothenditmold      | 18   | 7  | 4 | 7  | 33:30 | 18:18 |
| 5.     | VfB 06 Großauheim               | 18   | 8  | 2 | 8  | 39:51 | 18:18 |
| 6.     | VfB Friedberg                   | 18   | 6  | 4 | 8  | 36:37 | 16:20 |
| 7.     | SV Kurhessen 93 Kassel          | 18   | 7  | 2 | 9  | 31:35 | 16:20 |
| 8.     | BSG Dunlop Hanau                | 18   | 6  | 4 | 8  | 35:46 | 16:20 |
| 9.     | 1. BC Sport Kassel              | 18   | 4  | 4 | 10 | 30:55 | 12:24 |
| 10.    | TuSpV KeWa 1887/04 Wachenbuchen | 18   | 2  | 6 | 10 | 14:41 | 10:26 |

|  | Kampioen, geplaatst voor nationale eindronde             |
|  | Trok zich vrijwillig terug uit de Gauliga na dit seizoen |

## Promotie-eindronde

### Groep I
| Plaats | Club              | Wed. | Saldo    | Ptn.  |
| ------ | ----------------- | ---- | -------- | ----- |
| 1.     | SV Borussia Fulda | 6    | 25:08:00 | 10:02 |
| 2.     | VfL TuRa Kassel   | 6    | 12:14    | 06:06 |
| 3.     | RSG Bebra         | 6    | 15:15    | 05:07 |
| 4.     | FV Breidenbach    | 6    | 08:23    | 03:09 |

|  | Promotie naar Gauliga Hessen 1939/40 |

### Groep II
| Plaats | Club                          | Wed. | Saldo | Ptn.  |
| ------ | ----------------------------- | ---- | ----- | ----- |
| 1.     | TSV 1860 Hanau                | 6    | 14:05 | 10:02 |
| 2.     | SC 1924 Wirges                | 6    | 13:10 | 06:06 |
| 3.     | Teutonia Watzenborn-Steinberg | 6    | 16:12 | 06:06 |
| 4.     | Phönix Bad Vilbel             | 6    | 03:19 | 02:10 |